# Powells expeditioner på Coloradofloden

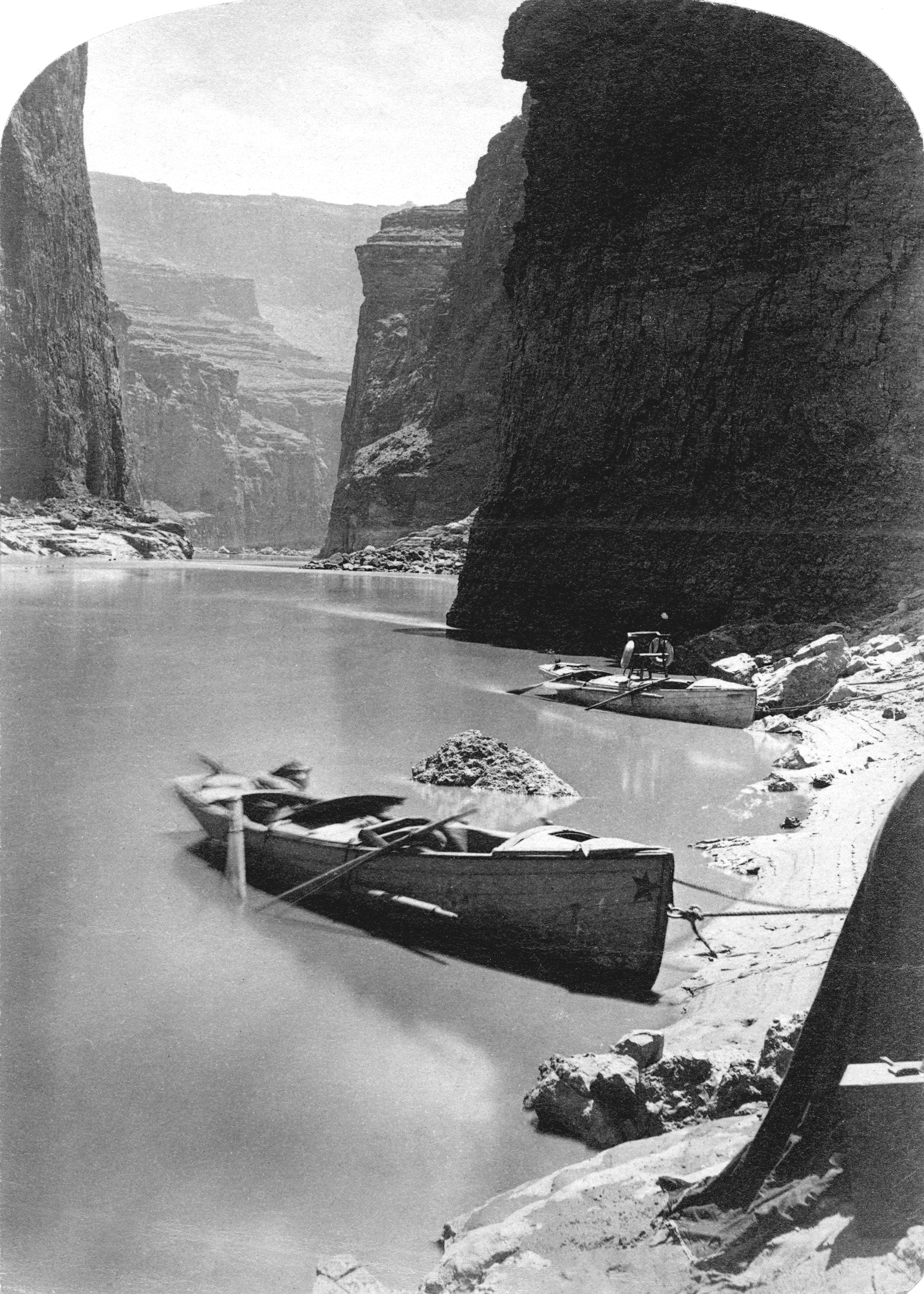
Middagstidsrast i Marble Canyon under den andra Powellexpeditionen, 1872

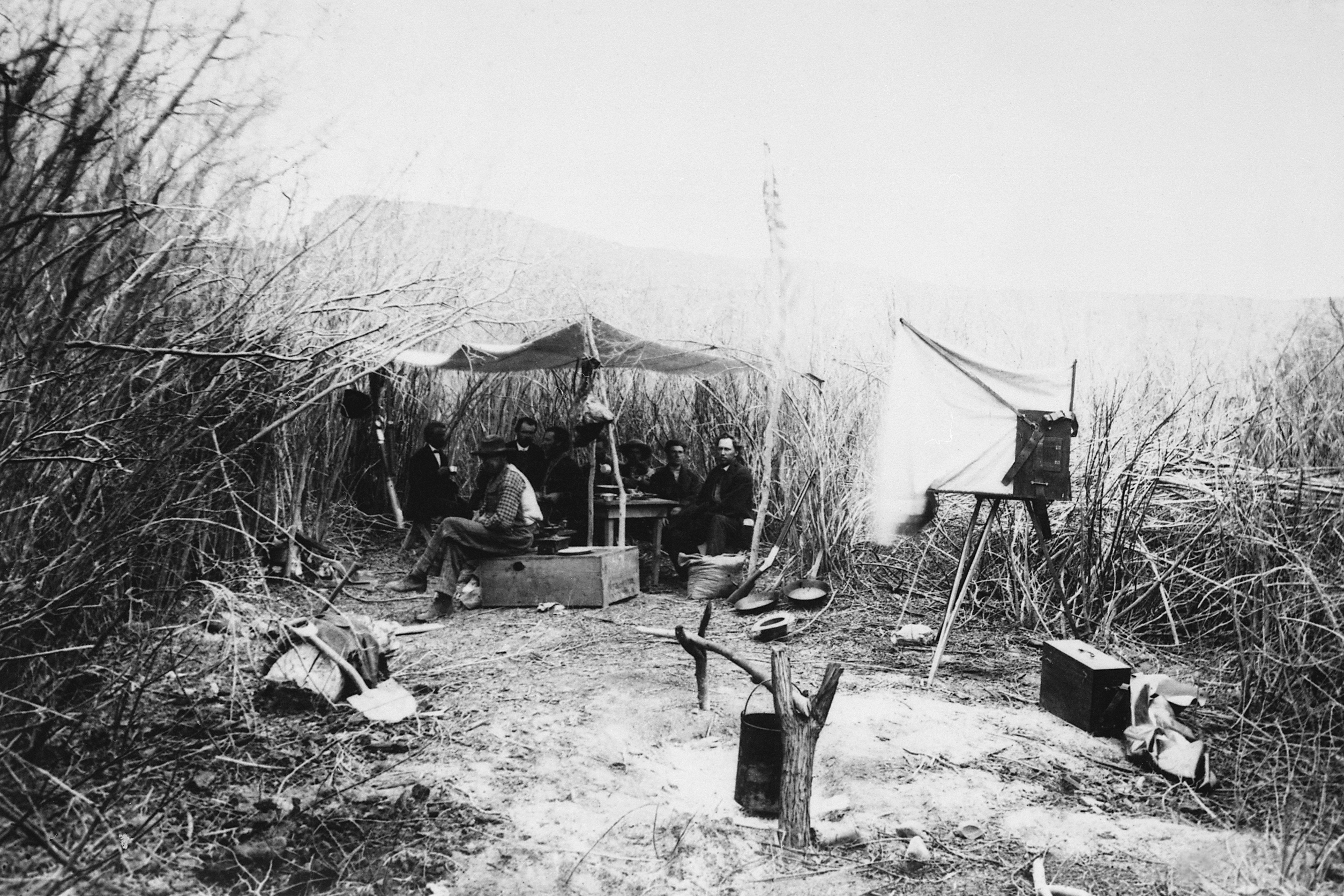
John Wesley Powell första övernattningsplats, in the willows, i Green River i Wyoming, 1871

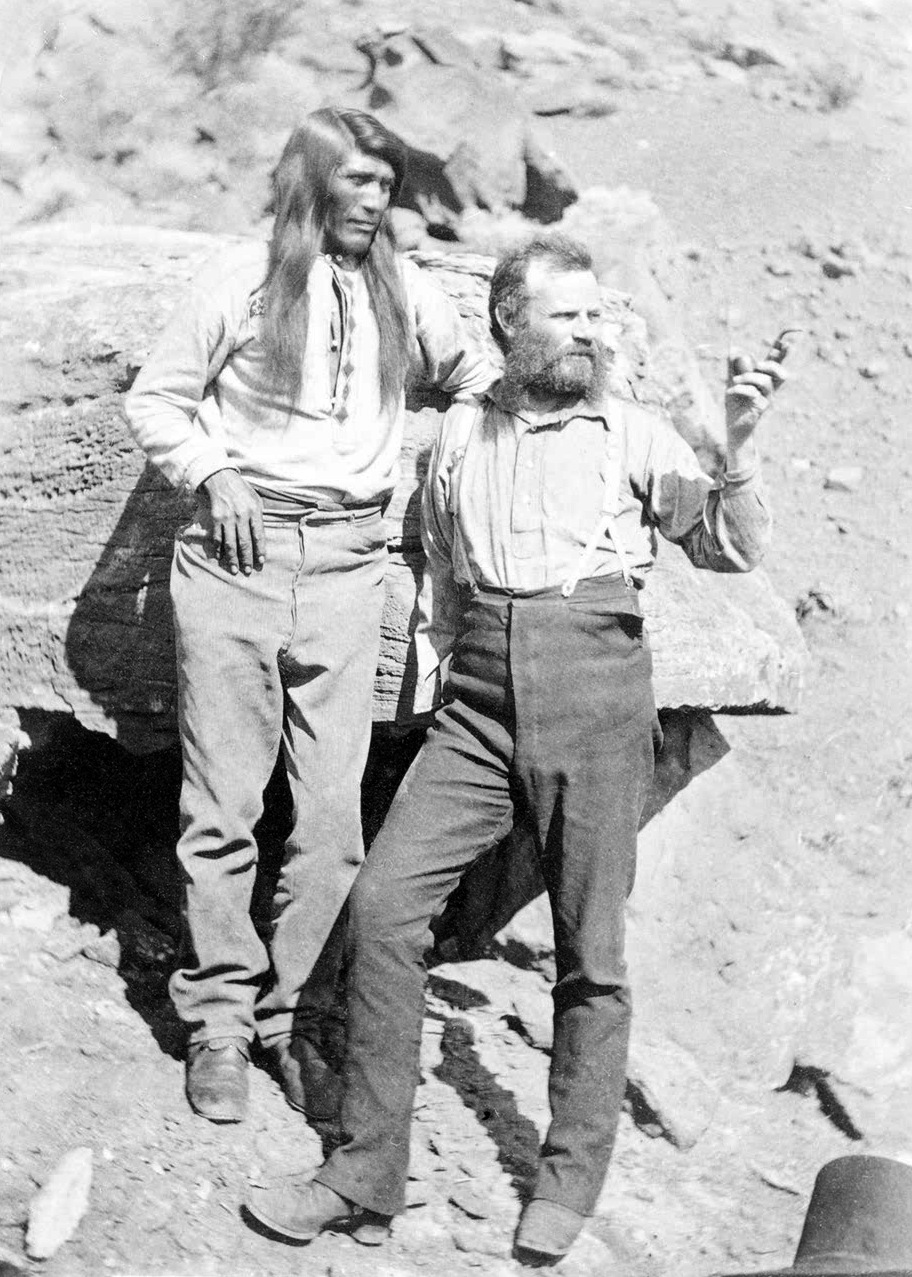
Powell och Southern Paiuteindianen Tau-gu, 1871–1872

Powells expeditioner på Coloradofloden var upptäcktsresor på Coloradofloden i USA, som gjordes åren 1869–1972 under ledning av John Wesley Powell.

## Bakgrund
John Wesley Powell ledde 1867 ledde ett antal expeditioner i Klippiga bergen samt omkring Green River och Coloradofloden. En av dessa gjordes tillsammans med ett antal studenter och med hans hustru för att samla växter från hela Colorado. Powell, William Byers, och fem andra var också de första vita män som besteg Longs Peak i Colorado 1868.
En expedition av U.S. War Department, ledd av löjtnanten Joseph Ives, genomfördes 1857 för att undersöka den amerikanska västkustens naturresurser, för att rekognosera för järnvägslinjer västerut och för att bedöma möjligheten av en navigerbar flodpassage från Californiaviken. Gruppen färdades på hjulångaren Explorer. Efter två månader och 560 kilometers besvärlig navigation nådde expeditionen Black Canyon. I slutet körde Explorer på en klippa i floden och måste överges.
I expeditionen ingick geologen John Strong Newberry, som övertygade sin kollega John Wesley Powell att det vore värt risken att genomföra en båtfärd nedför Coloradofloden.

## Första expeditionen på Coloradofloden
Mer än tio år efter Ivesexpeditionen och med stöd av Smithsonian Institution ledde Powell den första Powellexpeditionen för att utforska regionen och vetenskapligt dokumentera den. En grupp på nio man startade den 24 maj 1869 från Green River Station i Wyoming med fyra båtar nedför Coloradofloden och genom Grand Canyon. Denna första expedition var underfinansierad och så medfördes ingen kamerautrustning och ingen konstnär ingick i expeditionen. I Lodore Canyon kapsejsade en av expeditionens fyra båtar, vilket ledde till att merparten av matförrådet och en del mätutrustning gick förlorad. Detta skar ned expeditionenstiden till hundra dagar. 
Gruppen tog sig nedströms till Green River sammanflöde med Coloradofloden, nära dagens Moab, Utah, där de avslutade expeditionen den 30 augusti 1869.

### Medlemmar i den första expeditionen
- John Wesley Powell, ledare
- John Colton “Jack” Sumner, jägare och trapper
- William H. Dunn, jägare och trapper från Colorado
- Walter H. Powell
- George Y. Bradley, expeditionens krönikör
- Oramel G. Howland, utgivare. redaktör och jägare
- Seneca Howland
- Frank Goodman, engelsk äventyrare
- W.R. Hawkins, kock
- Andrew Hall, från Skottland

## Andra expeditionen på Coloradofloden
Två år senare ledde Powell en bättre finansierad expedition på samma sträcka med förbättrade båtar och med ett antal underhållsdepåer utlagda längs färdvägen. I den andra deltog fotografen E.O. Beaman samt den 17-årige konstnären Frederick Dellenbaugh. Beaman lämnade gruppen i januari 1872 efter bråk med Powell. Hans efterträdare James Fennemore lämnade gruppen i augusti samma år på grund av ohälsa, varefter matrosen John Karl Hillers blev expeditionens officielle fotograf. Den kände målaren Thomas Moran anslöt sig till expeditionen under sommaren 1873, då färden på floden hade avslutats. Hans målning från 1873, Chasm of the Colorado, köptes av USA:s kongress 1874 och hängdes upp i hallen utanför Senaten i Kapitolium.
Powell expeditioner katalogiserade systematiskt bergsformationer, växter, djur och arkeologiska fyndplatser. Fotografier och illustrationer från expeditionerna bidrog till att popularisera kanjonregionen i sydvästra USA, och då särskilt Grand Canyon.